# Stilaro
El Stilaro (en la Antigüedad, el Eléporo, Elleporus; en calabrés, Stilaru) es un río italiano, que rcorre Bivongi, Pazzano y Stilo en la provincia de Reggio Calabria y, da su nombre al Valle Stilaro, el valle a través del cual fluye. Tiene 59,17 km de largo y desemboca en el mar Jónico. A lo largo del río hay restos de herrerías, que surgieron con la industrialización de la comarca, molinos y dos plantas hidroeléctricas. Hay una cascada en el Stilaro, la Cascada del Marmarico, que alcanza los 114 m.
En el año 389 a. C., se luchó junto al río en la Batalla del Eléporo.

## Afluentes principales
- Cellia
- Melodare
- Pardalà
- Torrente Ruggero
- Torrente Folea

## Poblaciones principales
- Stilo
- Bivongi
- Pazzano
- Monasterace

## Galería de imágenes

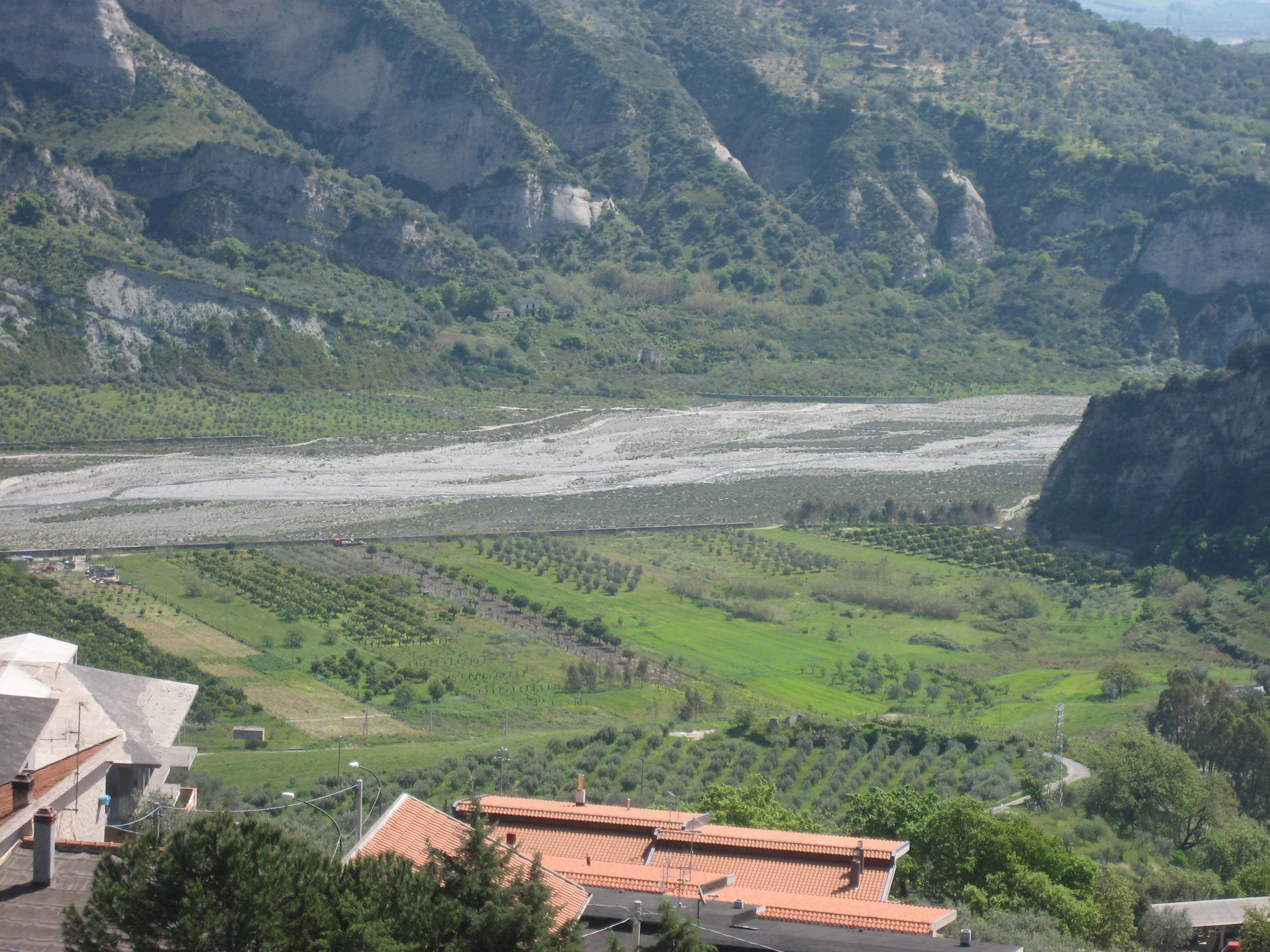
Ansa dello Stilaro
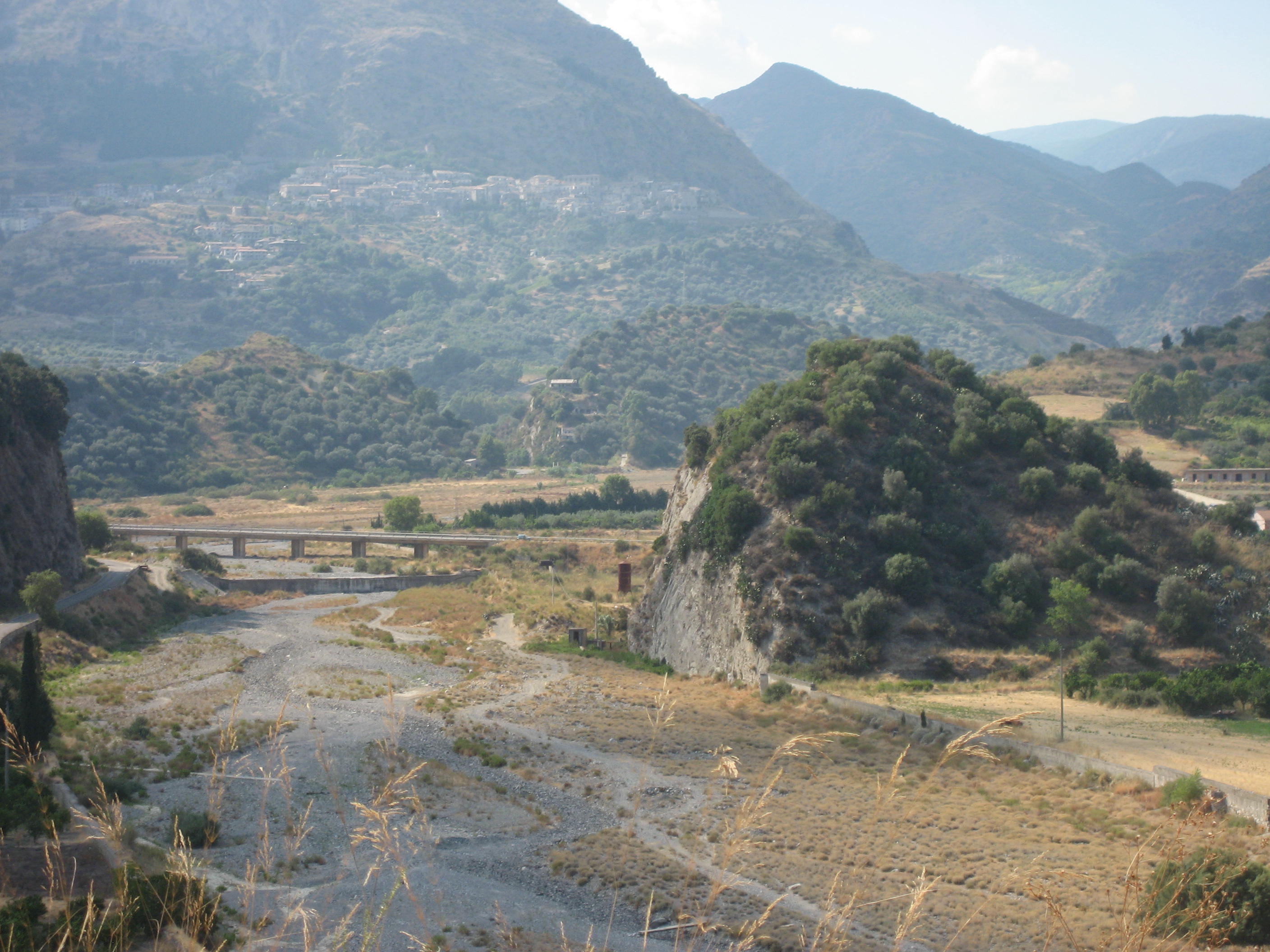
Letto dello Stilaro con visuale del Ponte di Ferro
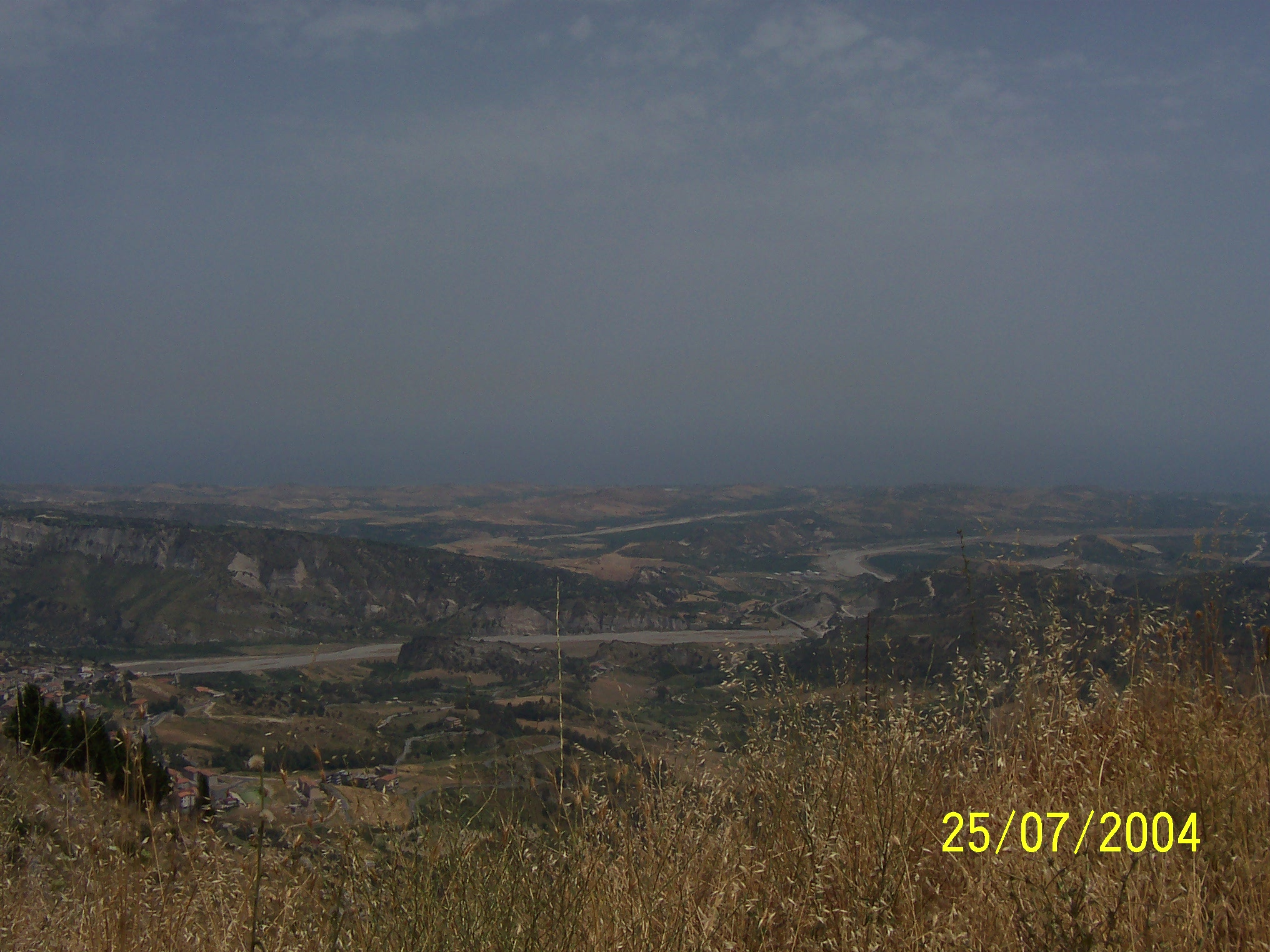
Stilaro
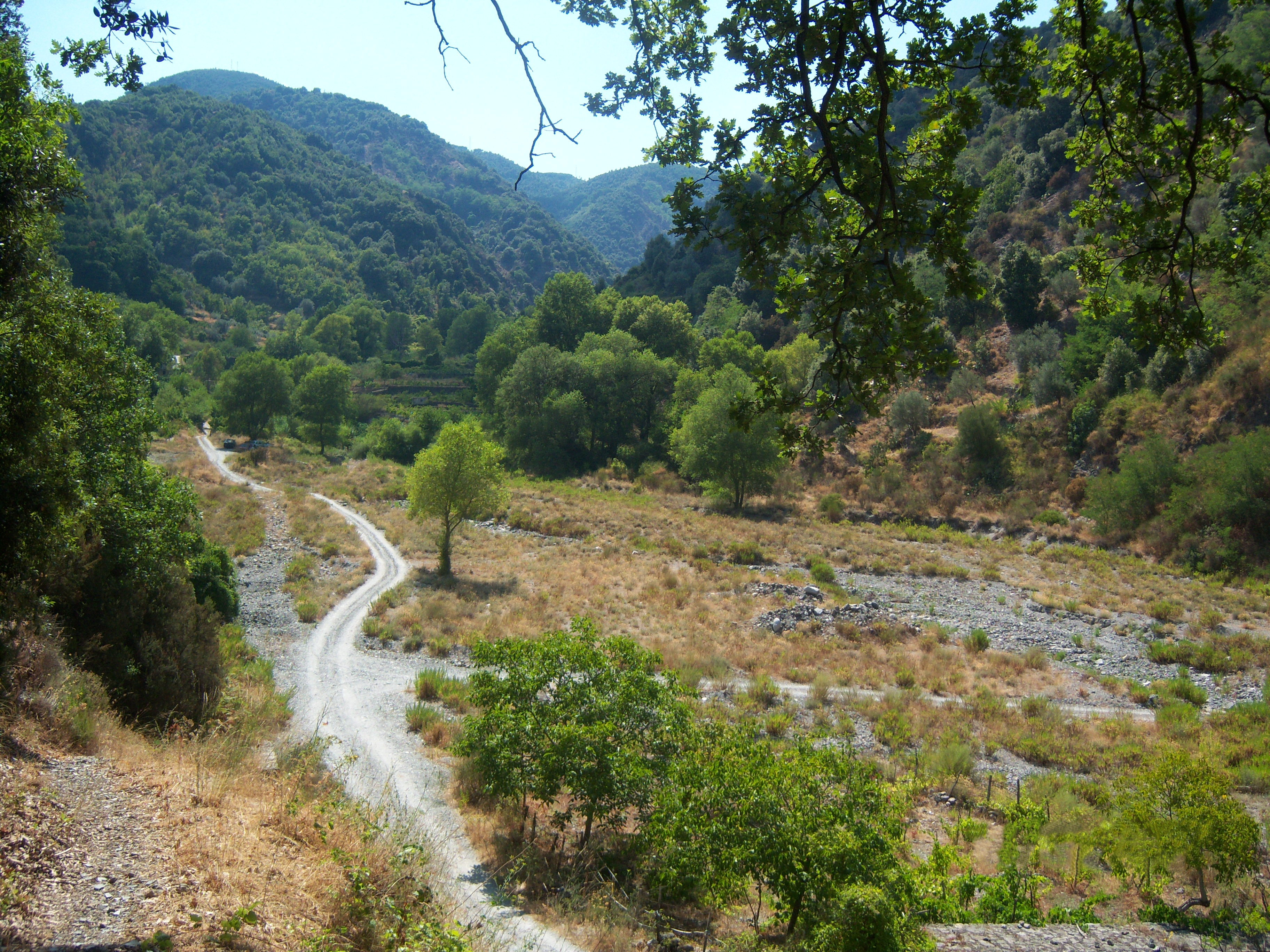
letto prosciugato del Melodare, affluente dello Stilaro
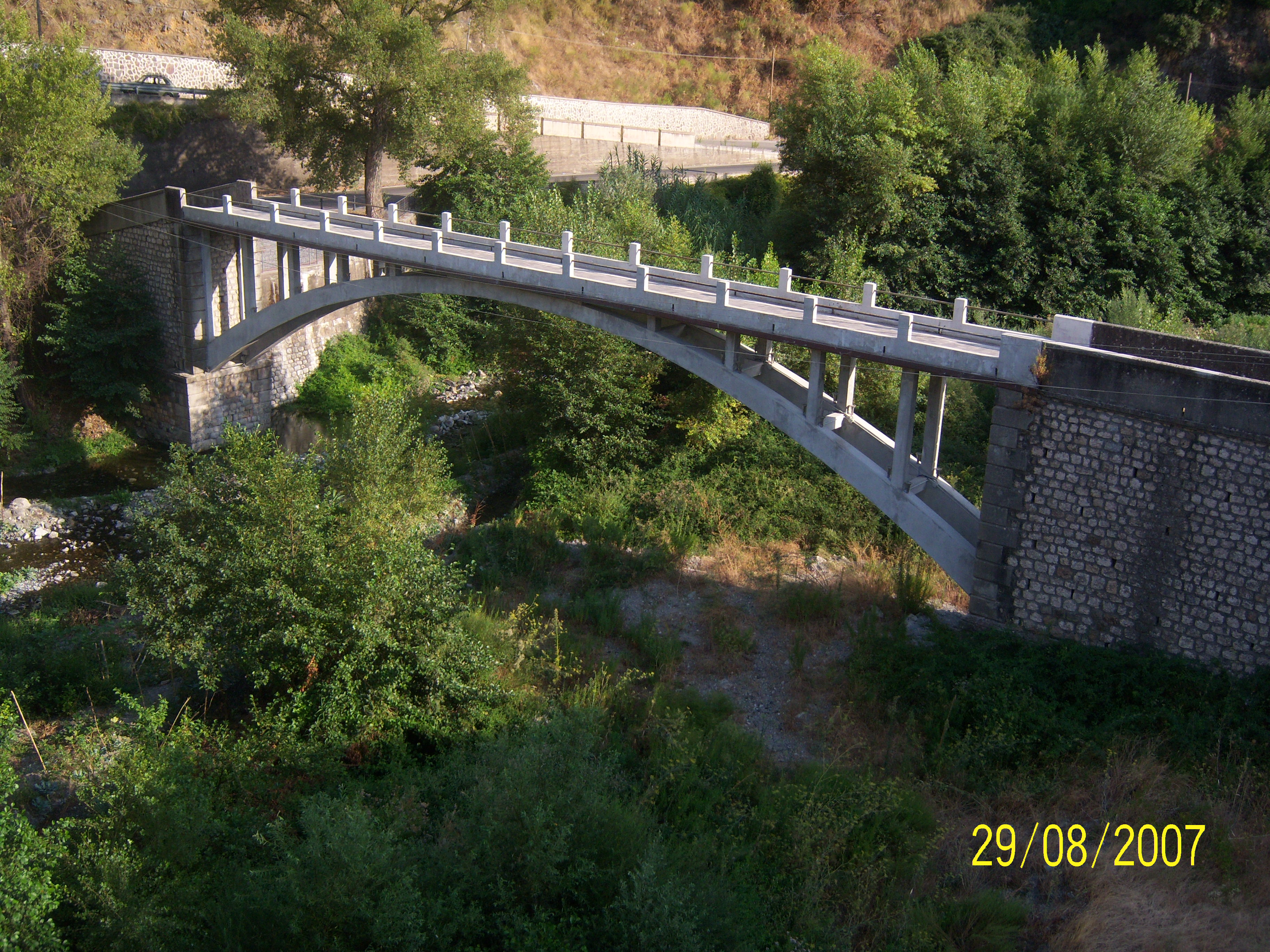
Ponte sullo Stilaro
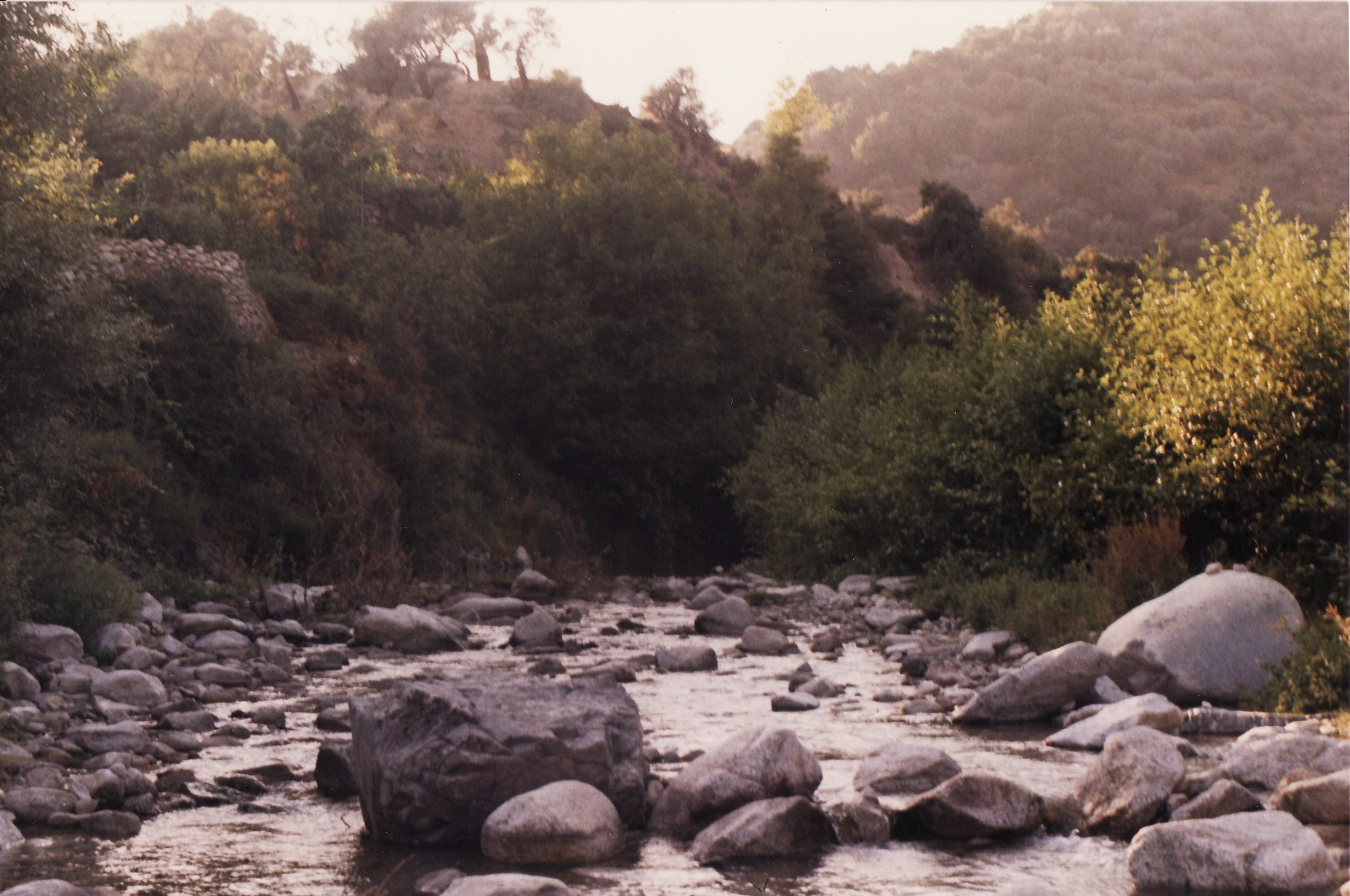
Letto dello Stilaro
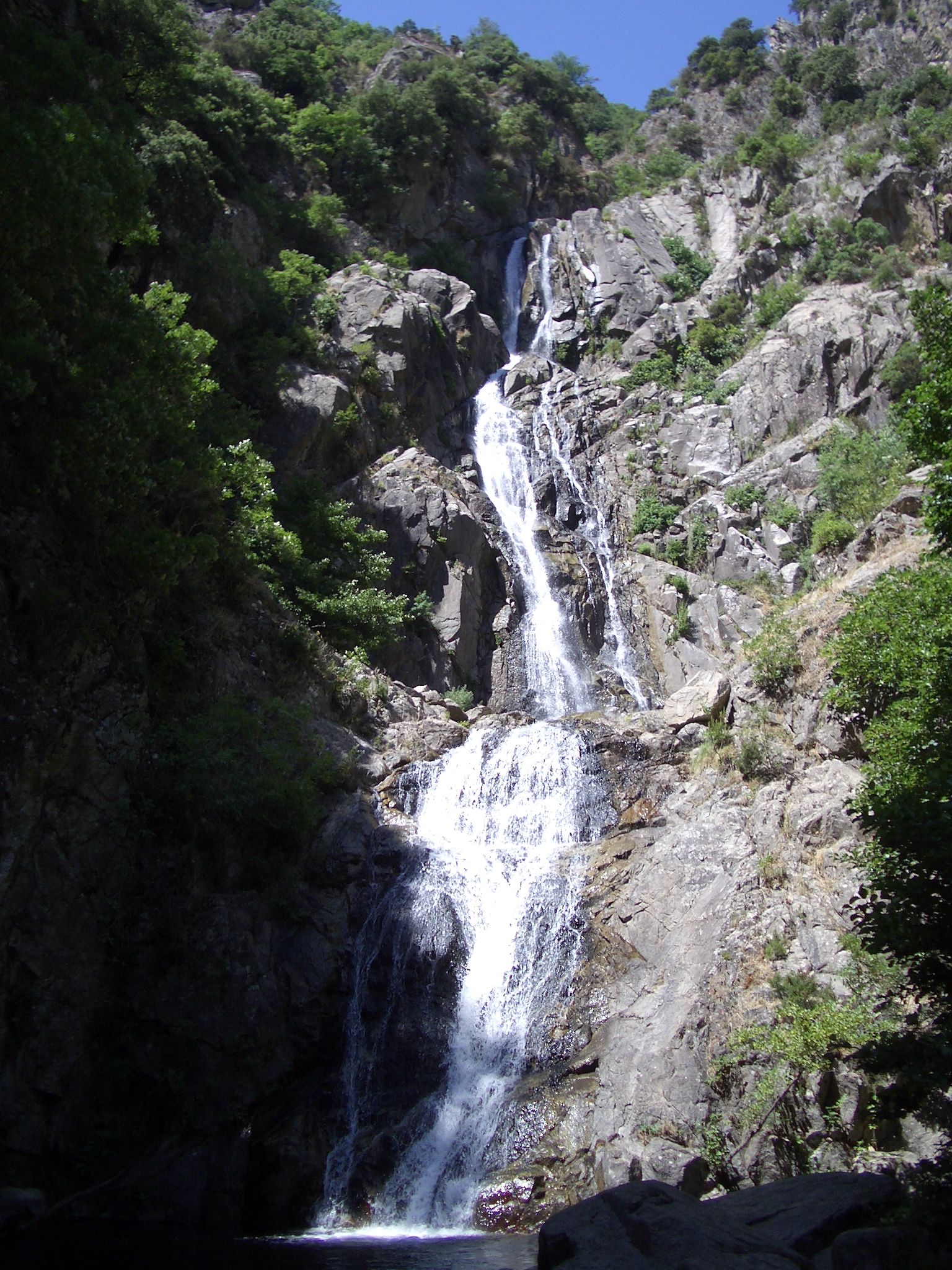
Cascata del Marmarico